# Lactucarium
Il Lactucarium è un liquido lattiginoso secreto da diverse specie di lattuga, soprattutto la Lactuca virosa, di solito dalla base dello stelo. Ha proprietà sedative e analgesiche, e può dare una leggera sensazione di euforia. Essendo un lattice, il lactucarium somiglia all'oppio, in quanto viene escreto come un liquido bianco che può essere trasformato in una sostanza solida e fumabile.